# Academia Olímpica Internacional
A Academia Olímpica Internacional (AOI) é a principal instituição educacional e cultural do Comitê Olímpico Internacional. Fundada em 1961, a AOI está localizada na região do Peloponeso próximo ao sítio arqueológico da antiga cidade de Olímpia, na Grécia.
Os objetivos da Academia Olímpica Internacional é a educação de jovens, estudantes universitários, educadores, atletas olímpicos e jornalistas esportivos sobre os Ideais Olímpicos e mostrar como promovê-los na sociedade.

## Instalações
A Academia Olímpica Internacional está localizada próxima à antiga cidade de Olímpia, na região do Peloponeso, na Grécia. Suas instalações incluem auditório com 500 lugares, sala de apresentações com 250 lugares, cinco salas de aula, biblioteca com mais de 16.000 títulos de livros, restaurante, alojamentos para uma e duas pessoas e dormitórios para oito pessoas.

## História
Os Jogos Olímpicos modernos foram fundados por Pierre de Coubertin, quem expressou a necessidade de um centro de educação olímpica: “Não consegui realizar até ao fim o que queria alcançar. Acredito que um centro de estudos olímpicos contribuirá, mais do que qualquer outra coisa, à preservação e continuação do meu trabalho e protegê-lo dos desvios, que temo que venham a acontecer”.
Pierre de Coubertin acreditava que essa instituição se responsabilizaria pela investigação, pela filosofia e pelos princípios do Olimpismo, pelo estudo dos meios e métodos para a realização e aplicação das suas ideias no nosso mundo contemporâneo que está em contínuo progresso. Seu desejo era de uma instituição que ensinasse os princípios e ideais olímpicos aos jovens, e que, além disso, o centro educaria o pessoal sobre a promoção do movimento olímpico sem se desviar dos ideais olímpicos e dos objetivos expressos fundamentais.
No ano de 1938, Carl Diem, que era uma personalidade de muita relevância do movimento desportivo alemão, e Ioannis Ketseas, membro do COI, fizeram a proposta de estabelecer este centro na Grécia. Seria baseado no Instituto de Estudos Olímpicos de Berlim, entretanto, o início da Segunda Guerra Mundial interrompeu a iniciativa.
No ano de 1949, o COI aprovou a proposta de Ketseas. A academia adquiriu finalmente a sua primeira personalidade jurídica como Comissão HOC em 1955. Após a aprovação pela Assembleia Geral do COI, a primeira sessão da academia foi iniciada em 1961.
Finamente em 2001, a AOI tornou-se uma entidade jurídica privada, adquirindo autonomia operacional, financiada pelo governo grego e do COI. Tendo como marco os Jogos Olímpicos de 2004, a Academia adotou um ritmo diferente; abrindo as portas de suas instalações para eventos com objetivos olímpicos, porém mantendo uma abordagem conservadora em relação ao seu verdadeiro potencial.

## Academias Olímpicas Nacionais
No período de presidência de Juan Antonio Samaranch, o COI incentivou a fundação de Academias Olímpicas Nacionais (AONs) mundialmente para promover o desenvolvimento cultural e educacional do Movimento Olímpico.
Muitas pessoas que participaram da sessão do AOI voltaram para casa e começaram a divulgar o que haviam aprendido em Olympia, organizando reuniões, publicando suas impressões e proferindo discursos. Essas reuniões e outras atividades tornaram-se os alicerces das Academias Olímpicas Nacionais.
Otto Simitzek, Reitor da AOI por mais de 30 anos, escreveu em um de seus artigos: "Acredito implicitamente que as Academias Olímpicas Nacionais podem e irão realizar uma tarefa de muita importância e grande consequência, especialmente se estiverem em contato com a Academia Olímpica Internacional matriz e que eles coordenam suas atividades em conformidade".

## Programas da AOI
- Em 1961, o AOI inaugurou o seu primeiro programa, a Sessão Internacional para Jovens Participantes, a única Sessão do COI até então. Foram utilizadas tendas. Nos anos posteriores, o programa contou com 210 participantes.
- Em 1986, foi realizado pela primeira vez o “Seminário Internacional para Jornalistas Esportivos”.
- Em 1987, o AOI iniciou a "Sessão Internacional para Diretores da AON"
- Em 1992, a "Sessão Internacional Conjunta para Presidentes ou Diretores de AONs e Oficiais de AONs" foi iniciada
- Em 1993, o AOI iniciou a "Sessão Internacional para Educadores e Funcionários de Institutos Superiores de Educação Física" com o "Seminário Internacional de Estudos Olímpicos para Estudantes de Pós-Graduação"
- Em 2007, foi iniciada a “Sessão Internacional para Medalhistas Olímpicos”

Um número de mais de 80.000 pessoas participaram nos Congressos e Seminários desportivos e científicos da AOI, incluindo 20.000 participantes nas Sessões oficiais.
O AOI, em cooperação com a Universidade do Peloponeso e com o patrocínio da Fundação John Latsis, organiza um Programa Internacional de Pós-Graduação em Estudos Olímpicos (Programa de Mestrado) com duração de dois anos.